# امبوهیتواکا
امبوهیتواکا (به لاتین: Ambohitoaka) یک منطقه مسکونی قابل سکونت در ماداگاسکار است که در سوفیا (ماداگاسکار) واقع شده‌است.

## خصوصیات
امبوهیتواکا ۲۳٬۰۰۰ نفر جمعیت دارد و ۴۹ متر بالاتر از سطح دریا واقع شده‌است.